# توماسو میلانی
توماسو میلانی (انگلیسی: Tommaso Milanese؛ زادهٔ ۳۱ ژوئیهٔ ۲۰۰۲) بازیکن فوتبال اهل ایتالیا است.
وی همچنین در تیم‌های ملی فوتبال زیر ۱۶ سال ایتالیا، زیر ۱۷ سال ایتالیا، و زیر ۱۸ سال ایتالیا بازی کرده‌است.